# No Way Out (2002)
No Way Out (2002) — это PPV-шоу по рестлингу, проводимое World Wrestling Federation (WWF, ныне WWE). Состоялось 17 февраля 2002 года в Милуоки, Висконсин, на арене «Брэдли Центр».
Это шоу примечательно тем, что на экране WWF дебютировал «Новый мировой порядок» (nWo), доминирующая группировка в World Championship Wrestling (WCW), которую WWF приобрела в марте 2001 года. Эта итерация nWo состояла из трех первоначальных членов группировки, Голливуда Хогана, Кевина Нэша и Скотта Холла, и это было их возвращение в WWF. По совпадению, No Way Out имеет ту же трехбуквенную аббревиатуру, что и группировка.

## Результаты
| №                                                                                       | Результаты                                                    | Условия | Время |
| --------------------------------------------------------------------------------------- | ------------------------------------------------------------- | --- | ----- |
| 1P                                                                                      | Даймонд Даллас Пейдж (ч) победил Босс Мена по дисквалификации | Матч один на один за Европейское Чемпионство WWF                                                                               | 3:50  |
| 2                                                                                       | APA (Брэдшоу и Фаарук) последними устранили Билли и Чака      | Матч «Командный переполох» Победитель получит матч за Командное чемпионство мира WWF на WrestleMania X8                        | 6:13  |
| 3                                                                                       | Роб Ван Дам победил Голдаста                                  | Матч один на один | 12:18 |
| 4                                                                                       | Тэзз и Спайк Дадли (ч) победили Букера Ти и Теста             | Командный матч со столами за титул командных чемпионов WWF                                                                     | 8:30  |
| 5                                                                                       | Уильям Ригал (ч) победил Эджа                                 | Матч с кастетом на шесте за титул интерконтинентального чемпиона WWF                                                           | 39:27 |
| 6                                                                                       | Скала победил Гробовщика                                      | Матч один на один | 5:31  |
| 7                                                                                       | Курт Энгл победил Трипл Эйча                                  | Матч один на один за претендентство на титул неоспоримого чемпиона WWF на WrestleMania X8. Специальный рефери — Стефани Макмэн | 12:06 |
| 8                                                                                       | Крис Джерико (ч) победил Стива Остина                         | Матч один на один за титул неоспоримого чемпиона WWF                                                                           | 16:54 |
| - (ч) – чемпион на начало матча - P – указывает, что матч прошёл на предварительном шоу |                                                               | |       |